# 増田寛也
増田 寛也（ますだ ひろや、1951年〈昭和26年〉12月20日 - ）は、日本の政治家、建設官僚。第6代日本郵政取締役兼代表執行役社長兼CEO。東京大学公共政策大学院客員教授。都留文科大学特任教授。
岩手県知事（3期）、新しい日本をつくる国民会議副代表、総務大臣（第8・9代）、内閣府特命担当大臣（地方分権改革）、内閣官房参与、野村総合研究所顧問、日本創成会議座長、東京電力社外取締役を歴任した。

## 経歴

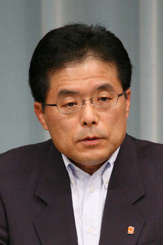
2007年8月27日、首相官邸での記者会見にて

東京都出身。父は農林官僚で参議院議員を務めた増田盛。九品仏の農林省官舎で育つ。父が退官したのちは品川区小山台に転居。東京都立戸山高等学校に進学する。
高校卒業後は予備校に通い、2年間の大学受験浪人生活を送る。1972年、東京大学に入学。東京大学法学部第1類（私法コース）4年次には、大学の定期試験を受けずに1年留年し、国家公務員試験を受験。建設省に入省する。配属先は計画局建設振興課。
1982年から千葉県警察本部に交通部交通指導課長として出向し、ひき逃げ事故の捜査などにあたった。また射撃訓練に熱中し、柔道段位も取得。この間に結婚もした。1986年から、建設省の先輩にあたる茨城県知事竹内藤男の下、茨城県企画部鉄道交通課長を務め、首都圏新都市鉄道つくばエクスプレス建設の準備を4年半進め、東京都知事鈴木俊一の説得などにあたった。1993年から建設省河川局河川総務課企画官を務め、大蔵省総括主査の香川俊介と共に、ダム削減のため技官との交渉にあたった。
国政選挙への出馬打診は断っていたが、1994年、岩手県知事選挙への立候補を決意。建設省上層部や妻の反対を受けたが、夫婦に子供がなかったことから落選しても何とかなると妻を説得し、退官した。小沢一郎らの支援を受け、1995年に当選した。
岩手県知事在任中は、2期目から小沢と決別し、宮城県知事浅野史郎や三重県知事北川正恭、鳥取県知事片山善博や高知県知事橋本大二郎（いずれも当時。現在は全員知事を退任）などと親しみ、「改革派知事」の代表格として知られた。県知事時代の最高支持率は78%に達し、同時期の都道府県知事の中では東京都知事石原慎太郎の66%などを抑えて最も支持率が高かった。
第1次安倍改造内閣では知事出身の民間閣僚として総務大臣、内閣府特命担当大臣（地方分権改革）、郵政民営化担当大臣に任命された。福田康夫内閣、福田康夫改造内閣でも総務大臣、地方再生担当大臣として留任。
総務大臣在任中の2007年には、県知事時代の資金管理団体が、受け取った寄付を収支報告書に記載していなかったとして訂正を行った。
2016年7月、自由民主党・公明党・日本のこころを大切にする党から推薦を受けて東京都知事選挙に立候補したが、自由民主党前衆議院議員の小池百合子に敗れて落選。
2019年12月、日本郵政グループにおける、かんぽ生命保険の不適切販売問題を受けて辞任する長門正貢の後任として同社社長に就任する意向が報道された。
2020年1月6日付で、日本郵政社長に就任。
2025年6月25日付で、日本郵政社長を退任。

## 人物

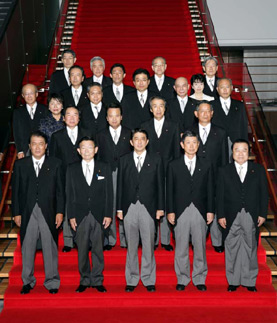
2007年8月27日、第1次安倍改造内閣発足時の記念撮影にて（3列目中央）

- 父は、岩手県奥州市出身の元参議院議員増田盛（自由民主党）。
- 尊敬する人物は新渡戸稲造。
- 身長182cm、体重77kg。血液型はA型。
- 趣味はサッカーなどのスポーツ観戦や乗馬、スキー、カヌー、サイクリングなどである。
- 2015年、『地方消滅 東京一極集中が招く人口急減』（中公新書）で第8回新書大賞を受賞した[9]。

## 交流
岩手県議会議長だった盛岡市長谷藤裕明と親しい。盛岡地域の人口について、増田は「（全県的に人口減少が続いているが）せめて盛岡地域の人口は現状を維持してもらいたい」と述べている。県が示した合併プランによれば、盛岡市は滝沢市、岩手郡雫石町、紫波郡紫波町、矢巾町と合併し、人口50万人程度を目指すのが適当としている。
盛岡市が2006年1月に岩手郡玉山村を編入合併し、政令指定都市に準ずる権限委譲を受ける中核市の要件（人口30万人）を満たすと、増田は岩手県知事として中核市移行に同意し、総務大臣へ指定を申請した。政府内手続きを終えて盛岡市の中核市指定が決まった時、増田は総務大臣を務めていた。

## 主張、活動

### 県知事時代
岩手県知事工藤巌の病気再選不出馬を受けた選挙で、新進党幹事長小沢一郎に見出され、官僚を辞して県知事選挙に立候補した。自由民主党推薦の前副知事佐々木浩や日本社会党県本部長小野信一を破って初当選する。ただし、県知事2期目からは反小沢のスタンスに転じた。

#### 県庁株式会社
増田は県政を企業経営に見立て、県庁を「県庁株式会社」と呼ぶなど、政策に効率を持ち込んだ。会社に見立てたのは後の大阪府知事である橋下徹も真似をしている。相互依存＝相互友愛としての公共空間「地方」というこれまでの理念を排し、サービス会社＝県庁と、顧客＝県民という二項対立図式に基づく地方自治理念の改革論者として知られる。しかし、岩手日報からは「構想のほとんどは実行されず、単なる掛け声に過ぎなかった」と評された。

#### 地方分権
官僚出身の知事としては珍しく、地方分権に極めて積極的なスタンスを取った。「国→都道府県→市町村」への権限委譲を主張し、全国知事会会長選挙に立候補して「闘う知事会」を主張した。また、全国紙に論説を寄稿したり、県の権限を「パッケージ」単位にして市町村へ積極的に委譲したりした。道州制導入にも積極的な態度を示し、実際に働きかけを行った。

#### がんばらない宣言
ベストセラーになった鎌田實の『がんばらない』をいち早く取り入れて宣言を出した。「がんばる」という言葉は、日本の経済成長一辺倒の象徴であるとし、「自然体に生きて行こうという意識の象徴」として「岩手はがんばりません」というスローガンを掲げた。県の出した広告では「岩手県は、経済成長一辺倒を反省し、より自然に、素顔のまま生きていけるような取り組みを推進します」と称され、例えば地産地消を基本とするスローフード的な食の安全の推進などの政策となって現れた。ただし、内向けには「がんばります」がスローガンとなっている。

#### 在日外国人への地方参政権付与
岩手県知事時代は在日外国人への地方参政権付与に理解を示したが、2016年東京都知事選挙に立候補した際は、「平成17年の岩手県議会における外国人地方参政権についての発言は見直します。当時、地域の声をくみ上げる形で賛意を表したことは事実ですが、現在の国際関係は大きく変化しております。島嶼部を持たない岩手県と東京都とは地域事情が全く異なります。都民の多くが反対ということもよく承知しております。地方といえども参政権付与を安易に認めるべきではないと考えます」として、付与には反対であるとの立場を示した。

#### 公共投資
- 県知事時代に公共投資を拡大させ、1997年度予算で公共投資はピークを迎えたが、2001年に発足した小泉内閣は公共事業の大幅な縮減をはかり、岩手県予算でも2002年度以降、公共投資予算は年10%以上のスピードで縮減された。増田は知事退任後の取材に対し、「国の財政的限界で（中略）いずれ公共事業に予算が回らなくなるのはわかっていた。だから、東北新幹線や花巻空港、釜石自動車道など（骨格的な事業）は、先にやってしまおうと思った」と答えている[12]。任期後半から財政再建に舵を切り、プライマリーバランスを改善した。
- 積極投資の結果、岩手県の財政が悪化したとの指摘に対し、2005年3月2日の岩手県議会本会議でその事実を認め、「このような結果を招いたことを深く反省している」と陳謝した。その上で、財政悪化の理由について次のように説明した。

#### 地方自治体
2006年4月に施行された新合併特例法は、都道府県知事が小規模市町村に直接合併勧告を行う制度が設けられたが、これについては「合併に関して勧告するかどうかは地域事情によると思う。自主合併をベースに自分なりの判断をしていきたい」（2003年11月19日定例記者会見）と述べた。

#### その他
知事就任翌年の1996年10月に開局した、岩手朝日テレビの開局にも尽力した。

### 県知事退任後

#### 日韓グリッド接続構想
2011年10月、日韓グリッド接続構想を提唱する。海底ケーブルを介して韓国に電気を直流送電し、電力を融通できる体制を整えておくという構想であり、「2015年から20年までの間にめどを付けたい。そのためにも、できるだけ早く韓国との協議を始めたい」と述べた。

#### 従軍慰安婦
2014年2月1日、TBSの討論番組『時事放談』の収録に参加し、籾井勝人がNHK会長就任会見で「（従軍慰安婦は）戦争をしているどこの国にもあった」と発言したことについて、「目を背けたくなった」と批判した。また、「若い世代が政治が右傾化することに肯定的になっている」とも指摘し、「短絡的に飛びつくような傾向があり、危うさを感じる」と警鐘を鳴らした。

#### 人口政策
2014年5月28日、人口政策について「最終的には国全体の単位で、外国人の受け入れを促進するのがいいのではないだろうか」「若い外国人にとって魅力的な環境を作って、外国人の受け入れで地域の活性化を図る方法が唯一の合理的な生き残り策」「差別するような制度を『伝統』だとして残すことは、倫理的にも勘違い」「結婚せずに子育てできるような制度的な整備と社会的支援を大規模に行うべき」と提案した。

#### 地方への移住
日本創成会議第2回提言「地域開国：グローバル都市創成」座長、同「人口減少問題検討分科会」座長として提言「東京圏高齢化危機回避戦略」をまとめ、2015年6月4日に発表した。この提言では、東京圏では地方以上に急激な高齢化が進むことから、「医療介護サービスの人材依存度を下げ」るため「施設や人材に余裕のある地方」への高齢者の移住が提案されている。この提案には、現代の「姥捨て山」政策だという強い批判も寄せられた。ただし、地方への移住を強いることができないことは増田も強調している。

### 東京都知事選挙
2016年7月、自由民主党や公明党、日本のこころを大切にする党、東京23区長21名などからの推薦を受けて2016年東京都知事選挙に立候補し、「増田ひろや3つの実現」として「あたたかさあふれ、お年寄りも子供も安心できる東京の実現」「大災害の不安を解消し、安全に守られる東京の実現」「2020年大会を起爆剤に、世界一の魅力あふれる東京の実現」を公約した。7月27日には自由民主党総裁で内閣総理大臣の安倍晋三から応援のビデオメッセージを寄せられた。

#### 子育て支援・介護福祉政策
区市ごとのニーズに沿った「待機児童解消・緊急プログラム」を知事就任後1か月以内に策定し、8000人の待機児童を早期に解消すると訴えた。妊娠・出産・産後・子育てを切れ目なく支援する「子育て世代包括支援」を構築し、女性の管理職への積極登用を訴えた。さらに、首都圏全体で介護体制を構築し、ICTやロボットを活用するなどして「未来志向型ケア」を推進すると主張した。子どもの貧困を解消し、高齢者や障害者が安心して暮らすことが可能なユニバーサルデザインの街づくりを行うと訴えた。

#### 防災政策
木造住宅密集地域の不燃化、耐震化をスピードアップし、帰宅困難者の一時滞在施設を大幅に増加すると公約した。さらに、大災害発生時には他の自治体と連携する必要性があると訴えた。

#### 東京オリンピック・パラリンピック
「復興五輪」としての原点に立ち返り、2020年オリンピック・パラリンピック東京大会を成功に導くと宣言した。さらに、オリンピック・パラリンピック後も成長を続ける持続可能型社会を構築するとして、東京を世界の環境先進都市に発展させることや、2020年以降のグランドデザインを策定した上で「地方・東京連携プロジェクト」を推進することなどを公約した。

#### 都有地貸与問題
東京都における在日外国人への地方参政権付与に反対し、舛添都政の下で進められた韓国人学校増設のための都有地貸し出しについて「白紙撤回する」との見解を示した。

#### ファーストクラス自粛
岩手県知事時代は公務の移動時に旅客機のファーストクラスを利用していたが、このことをTBSの記者から指摘されると、都知事に当選した場合にはビジネスクラスを使うことになると述べた。

#### 地方公務員数抑制
2019年、財政制度分科会の会長代理として「地方公務員の人数に関し、人口減少を反映して抑制することを柱とした改革案を提示。職員が減る中で住民サービスを維持するため、人工知能（ＡＩ）導入や業務広域化を通じて事務を効率化すべきだ」と指摘した。

#### かんぽ問題の訴訟
日本郵政敗訴の際に、「過去の調査が適正だったかどうかを検証すべきでは」と記者に言われた際、「日本は三審制。」と最高裁まで争うことを示唆。
　今後も増田社長は「懲戒解雇が適正だったかを自ら検証するつもりはない」と言い続けるのだろうか。とまとめている。
山田 雄一郎さま : 東洋経済 記者の記事より引用。
　なお、その後の日本郵政のプレスリリースでは社長のこの発言を
取り上げなかった。
　

## 著書

### 単著
- 地方消滅 東京一極集中が招く人口急減（2014年、中央公論新社、ISBN 978-4121022820） - 第8回新書大賞受賞[9]
- 地方創生ビジネスの教科書（2015年8月、文藝春秋、ISBN 978-4163903163）
- 東京消滅 介護破綻と地方移住（2015年12月、中央公論新社、ISBN 978-4121022820）

### 共著
- （河合雅司）『地方消滅と東京老化 日本を再生する8つの提言』（2015年6月、ビジネス社、ISBN 978-4828418247）
- （冨山和彦）『地方消滅 創生戦略篇』（2015年8月、中央公論新社、ISBN 978-4121023339）

## 略歴
- 1964年 - 東京都世田谷区立九品仏小学校卒業。
- 1967年 - 東京都世田谷区立尾山台中学校卒業。
- 1970年 - 東京都立戸山高等学校卒業。
- 1972年 - 東京大学入学。
- 1976年 - 国家公務員上級甲種試験合格。
- 1977年 - 東京大学法学部第1類（私法コース）卒業。建設省入省。
- 1982年 - 千葉県警察本部交通部交通指導課長に就任。
- 1986年 - 茨城県企画部鉄道交通課長に就任。
- 1993年7月5日 - 建設省河川局河川総務課企画官に就任。
- 1994年
  - 7月1日 - 建設省建設経済局建設業課紛争調整官に就任。
  - 12月5日 - 退官。
- 1995年 - 岩手県知事に初当選（当時全国最年少43歳）。
- 1999年 - 岩手県知事に再選。
- 2003年 - 岩手県知事に3選。
- 2006年
  - 4月 - 郵政民営化委員会委員に就任。
  - 7月 - 官民競争入札等監理委員会委員に就任。
- 2007年
  - 4月 - 任期満了により退任（4選不出馬）。地方分権改革推進委員会委員長代理に就任。
  - 8月27日 - 第1次安倍改造内閣で総務大臣に就任。
  - 9月26日 - 福田内閣で総務大臣に再任。
- 2008年9月24日 - 総務大臣を退任。
- 2009年
  - 4月 - 東京大学公共政策大学院客員教授、野村総合研究所顧問、北海道顧問に就任。
  - 4月7日 - 内閣官房参与兼内閣官房安心社会実現会議事務局長に就任。
  - 8月 - 内閣官房参与を退任。
- 2010年11月30日 - 内閣府原子力委員会新大綱策定会議構成員に就任。
- 2011年5月 - 日本創成会議座長に就任。
- 2012年11月27日 - 社会保障制度改革国民会議委員に就任。
- 2013年
  - 7月17日 - 郵政民営化委員会委員長に就任。
  - 10月18日 - 日本経済再生本部産業競争力会議委員（第2次安倍内閣）に就任。
- 2014年
  - 6月 - 東京電力社外取締役に就任。
  - 7月 - 神戸市顧問に就任[24]。
  - 7月 - 無電柱化民間プロジェクト実行委員に就任。
- 2016年
  - 6月 - 野村総合研究所顧問を退任。
  - 7月8日 - 東京電力社外取締役を退任。
  - 9月 - 郵政民営化委員会委員長を退任。杉並区顧問（まち・ひと・しごと創生総合戦略担当）に就任[25][26]。
- 2017年
  - 4月1日 - 鹿児島県地方創生担当特別顧問に就任[27]。
- 2019年
  - 2月1日 - 厚生労働省社会保障審議会会長代理[28]。
- 2020年
  - 1月6日 - 日本郵政代表執行役社長に就任[29]。
  - 1月10日 - 政府税制調査会特別委員[30]。
  - 6月17日 - 日本郵政取締役[31]。